# 천보린
천보린(중국어: 陳柏霖, 병음: Chén Bólín, 한자음: 진백림, 1983년 8월 27일 ~ )은 대만 출신의 배우이다. 드라마 《아가능부회애니》, 영화 《나쁜 놈은 죽는다》에 출연했다.

## 출연 작품
(굵은 글씨는 한국 제작)

### 주연
- 《가여왕자수착료》 2017
- 《목숨 건 연애》 2016 ... 제이슨 첸 역
- 《나쁜놈은 죽는다》 2015 ... 창주 역
- 《두랍랍추혼기》 2015
- 《몽키킹 히어로: 손오공과 요괴왕의 대결》 2015 ... 당승 역
- 《재견, 재야불견》 2015
- 《20세여 다시 한 번》 2014
- 《기약없는 만남》 2014 ... 강하 역
- 《변신》 2013
- 《애정무전순》 2013
- 《BBS향민적정의》 2012
- 《연애공황증》 2011 ... 육철한 역
- 《관음산》 2010
- 《애득기》 2009
- 《타이페이에 눈이 내리면》 2009 ... 샤오모 역
- 《웨이팅 인 더 다크》 2006 ... 오오이시 아키히로 역
- 《환유전》 2006 ... 아밍 역
- 《견귀 10》 2005
- 《충불지》 2005
- 《사랑에 관한 세 가지 이야기》 2004 ... 도쿄 편 역
- 《오월지련》 2004 ... 아레이 역
- 《남색대문》 2002 ... 장 스하오 역

### 출연
- 《애도저》 2009
- 《쿵푸덩크》 2008 ... 딩웨이 역
- 《춘전화화동학회》 2006
- 《정전대성》 2005 ... 손오공 역
- 《20 30 40》 2004 ... 락커 역
- 《화도대전》 2004
- 《마지막 사랑, 첫 사랑》 2003 ... 피트 역